# أولاد الصغير ضآيت الرمل (أولاد الصغير)
أولاد الصغير ضآيت الرمل هو دُوَّار يقع بجماعة بوعنان، إقليم فكيك، جهة الشرق في المملكة المغربية. ينتمي الدوّار لمشيخة أولاد الصغير التي تضم 7 دواوير. يقدر عدد سكانه بـ 96 نسمة حسب الإحصاء الرسمي للسكان والسكنى لسنة 2004.

## روابط خارجية
- البوابة الوطنية للجماعات الترابية
- المندوبية السامية للتخطيط